# Charles Vigurs
Charles Alfred Vigurs (* 11. Juli 1888 in Birmingham; † 22. Februar 1917 in Grenay, Frankreich) war ein britischer Turner.

## Erfolge
Charles Vigurs gab 1908 in London sein Olympiadebüt und trat dort im Mannschaftsmehrkampf an, einem der beiden Wettkämpfe im Geräteturnen. Mit der britischen Mannschaft kam er dabei nicht über den achten und damit letzten Platz hinaus. Vier Jahre darauf nahm er auch an den Olympischen Spielen in Stockholm teil und gehörte bei diesen zur britischen Turnriege im Mannschaftsmehrkampf. Dabei traten insgesamt fünf Mannschaften an, die aus 16 bis 40 Turnern bestanden und während des einstündigen Wettkampfs gleichzeitig antreten mussten. Bewertet wurden neben der Ausführung der Übungen an den Geräten auch das Verlassen und der Wechsel der Geräte sowie der Einmarsch zu Beginn. Am Ende wurden anhand eines Durchschnittswerts der einzelnen Nationen die Abschlussplatzierungen ermittelt. Neben den Briten traten auch Turnriegen aus Italien, Ungarn, dem Deutschen Reich und Luxemburg an. Mit 53,15 Punkten setzten sich die Italiener gegen ihre Konkurrenten durch. Die Ungarn erzielten indes 45,45 Punkte und belegten damit vor den drittplatzierten Briten mit 36,90 Punkten den zweiten Platz. Vigurs gewann somit zusammen mit Albert Betts, William Cowhig, Sidney Cross, Harry Dickason, Herbert Drury, Bernard Franklin, Leonard Hanson, Samuel Hodgetts, Charles Luck, William MacKune, Ronald McLean, Alfred Messenger, Henry Oberholzer, Edward Pepper, Edward Potts, Reginald Potts, George Ross, Charles Simmons, Arthur Southern, William Titt, Samuel Walker und John Whitaker die Bronzemedaille.
Vigurs’ Spezialgerät war das Pauschenpferd. Mit dem Birmingham Athletic Institute gewann er von 1909 bis 1911 dreimal in Folge den Adams Shield, die britischen Mannschaftsmeisterschaften. Kurz nach Beginn des Ersten Weltkriegs trat er der British Army bei. Mit dem 11th Bataillon des Royal Warwickshire Regiment landete Vigurs im Juli 1915 in Frankreich. Er wurde im Februar 1917 von einer Granate getötet.